# Tipula chillanica
Tipula chillanica är en tvåvingeart som beskrevs av Alexander 1945. Tipula chillanica ingår i släktet Tipula och familjen storharkrankar. Inga underarter finns listade i Catalogue of Life.